# Izumi Kato (artista)
Izumi Kato (加藤 泉; Shimane, 1969) è un pittore e scultore giapponese.

## Biografia
Nato nella Prefettura di Shimane nel 1969, si è laureato nel 1992 presso il Dipartimento di pittura ad olio dell'Università d'Arte Musashino.
La sua carriera artistica è imperniata fin dagli albori sulla produzione di opere che rappresentano figure simili a punti d'incontro tra feti umani e piante. I suoi dipinti hanno attirato prima l'attenzione del pubblico giapponese, dunque di quello internazionale, portandolo nel 2002 ad esporre le proprie opere in mostre d'arte italiane e tedesche. Dal 2004 ha iniziato a presentare al pubblico sculture ed installazioni.
La scultura 無題 2004 (senza titolo 2004) è stata esposta alla mostra d'arte リトルボーイ：爆発する日本のサブカルチャー (Little Boy: The Arts of Japan's Exploding Subculture) tenutasi presso la Japan Society Gallery di New York nel 2005. Nel 2007, Kato è stato invitato a partecipare alla LII Esposizione Internazionale della Biennale di Venezia; ha risposto all'invito presentando la propria opera 無題 2006 (senza titolo 2006), un trio di tele di diverse dimensioni raffiguranti soggetti umanoidi colti nell'atto di voltarsi verso lo spettatore. L'opera è attualmente conservata nella collezione del Museo Nazionale d'Arte di Osaka.
Il suo stile è stato definito "primitivo", "dotato di una strana organicità", "forte e pieno di vitalità", "inquietante", "raffigurante forme di vita eteromorfe" e "un misto kimokawaii (carino-grottesco) tra personaggi umani nudi e piante [...]".